# Rettlkirchspitze
Die Rettlkirchspitze (auch Rettel- und Rötelkirchspitze) beziehungsweise der Keinhart ist mit 2475 m ü. A. der höchste Berg in den Wölzer Tauern in der Obersteiermark.

## Name
Der erste Namensbestandteil rettel lässt sich auf die Farbe Rot zurückführen und leitet sich vom rötlichen Gestein des Berges ab. Kirche weist auf einen alleinstehenden, felsigen Berg hin. In der älteren Führerliteratur von Wödl und Jäckle wird statt der amtlichen Bezeichnung Rettlkirchspitze (damals amtlich Rötelkirchspitz) die Bezeichnung Keinhart verwendet. Jäckle weist insbesondere darauf hin, dass Rettlkirchspitze die korrekte Bezeichnung für den östlichen Vorgipfel wäre. 

## Lage und Aufbau
Die Rettlkirchspitze erhebt sich im Gebiet der Marktgemeinde St. Peter am Kammersberg etwa 9 Kilometer nordnordwestlich des Ortszentrums. Sie ist Teil eines Kammes, der beim Hochstubofen (2385 m) vom Alpenhauptkamm nach Südosten abzweigt und dabei Feistritzgraben vom Eselbergergraben trennt. Die Verbindung zum Hochstubofen bildet die Rocklscharte. Weiter nach Südosten zieht der Kamm über die Funklscharte zum nahezu gleich hohen Greim (2474 m), der den Kammabschluss bildet. 
Die Rettlkirchspitze ist Teil der Glimmerschieferzone der Wölzer Tauern. Unmittelbar südlich des Gipfels finden sich Vorkommen von Amphibolit sowie darüber hinaus mehrere Einschlüsse von gebändertem Marmor.

## Anstiege
Die Rettlkirchspitze tritt in ihrer touristischen Bedeutung weit hinter der des benachbarten Greims zurück. Der günstigste Ausgangspunkt im Eselsbergtal ist die etwa 2 Kilometer nordöstlich gelegene Neunkirchner Hütte (1535 m), eine Selbstversorgerhütte des Österreichischen Gebirgsvereins. 
- Von der Hütte zunächst nach Westen entlang des Wanderwegs 909 in Richtung Haseneckscharte, dann über eine Steilstufe nach Südosten aufwärts zu den Funklböden entlang des Wanderwegs 928. Bei Erreichen der Funklscharte auf den Ostgrat der Rettlkirchspitze (Kennzeichnung durch rot-weiß-rote Markierungen, Wanderweg 928A) und über einen Vorgipfel zum höchsten Punkt. Gehzeit: etwa 3 Stunden.
- Von der Hütte länger nach Westen und erst in über 2000 Metern Höhe nach Südwesten zur Rocklscharte knapp südlich des Hochstubofens entlang des Wanderwegs 926B. Über den langen, verblockten Nordwestgrat (Kennzeichnung durch Steinmänner) auf den Gipfel der Rettlkirchspitze. Gehzeit: 3 bis 3½ Stunden.

Beide Anstiege sind technisch unschwierig, erfordern aber doch Trittsicherheit und generell alpine Erfahrung. Die Wanderführerautoren Mokrejs und Ostermayer bezeichnen die Überschreitung des Gipfels als „ein Tauernschmankerl für Könner“.
Ein deutlich längerer Zustieg zum Nordwestgrat beginnt an der Nordrampe der Straße über den Sölkpass.